# Der alte Mann und das Kind
Der alte Mann und das Kind (Originaltitel: Le vieil homme et l’enfant) ist eine französische Tragikomödie in Schwarz-Weiß aus dem Jahr 1967 und der erste Langfilm von Claude Berri. Der Film ist teilweise autobiografisch und handelt von der Landverschickung während der letzten Monate der deutschen Besatzung Frankreichs.

## Handlung
Der Film spielt im Frankreich während der Besatzungszeit des Zweiten Weltkriegs. Claude ist ein 8-Jähriger jüdischer Junge, der seinen Eltern das Leben schwer macht. Er stiehlt, raucht, prügelt sich und will einfach wie alle anderen Kinder spielen, doch seine Eltern sind darauf bedacht, möglichst ohne Aufmerksamkeit den Krieg zu überstehen. Daher ziehen sie immer wieder um und schicken den dann 9-Jährigen schließlich aufs Land, zu den Eltern einer katholischen Freundin. Zuvor wird Claude das Vaterunser beigebracht, sein Name von Langmann auf Longuet geändert und es wird ihm eingebläut, seinen beschnittenen Penis immer selbst zu waschen, damit er nicht als Jude erkannt wird.
Pepe (französisch für Großvater) stellt sich schnell als alter Mann mit vielen Vorurteilen heraus. Er macht die Juden, Freimaurer, Kommunisten und Briten für den Zweiten Weltkrieg verantwortlich. Darüber hinaus ist er überzeugt, Juden am Aussehen und Geruch erkennen zu können. Gleichzeitig weigert sich Pepe, Tiere zu essen, und behandelt seinen Hund fast wie einen Menschen – er darf etwa am Tisch fressen und trägt dabei einen Brustlatz. 
Im weiteren Verlauf des Films wechseln sich Szenen, in denen die entstehende Freundschaft zwischen Claude und Pepe gefestigt wird, mit Episoden ab, in denen die Ansichten des alten Mannes in Frage gestellt werden. Pepe hilft etwa Claude beim Schreiben eines Liebesbriefs an eine Schulkollegin und tröstet ihn, als Claudes Kopf als Strafe von der Lehrerin kahl geschoren wurde.
Als Pepe das für ihn typische Aussehen von Juden (Hakennase, krause Haare, Plattfüße) erwähnt, ruft der Junge etwa aus: „Aber dann bist du ja ein Jude!“ Der Stromausfall während eines Abendessens lässt Claude zu der Aussage bewegen, dass sie jetzt wie Juden bei Kerzenlicht äßen.
Der Film endet mit der Befreiung Frankreichs durch die Alliierten und der Rückkehr Claudes zu seinen Eltern, ohne dass Pepe herausgefunden hat, dass der Junge jüdisch ist.

## Hintergrund
Gegen Ende des Filmes sieht man bei der Befreiung des Dorfes eine jubelnde Menge sowie Frauen, deren Köpfe wegen angeblicher sexueller Verhältnisse mit deutschen Soldaten geschoren wurden, siehe Horizontale Kollaboration. Der alte Mann und das Kind ist einer der ersten Filme, der diese Form der Kollaboration darstellt.

## Rezeption
Das Lexikon des Internationalen Films nennt den Film einen „Aufruf zur Verständnisbereitschaft und gegen Vorurteile“, der jedoch mehr das Gefühl als die „rationale Einsicht“ anspreche. Der autobiografisch gefärbte, formal „konventionell“ angelegte Film überzeuge durch seine „psychologische Stimmigkeit“ und die „eindrucksvolle Darstellung“ Michel Simons.
François Truffaut sah in Der alte Mann und das Kind „den ersten wahrhaftigen Film über die Zeit der Besatzung“ und betitelte Berri als neuen Jean Renoir.
Der Schluss wird von Roger Ebert als Happy End bezeichnet. Im Gegensatz zum mechanischen Hollywood-Happy-End, das nicht viel mit der Handlung davor zu tun hat, und mit dem alle Missverständnisse aufgeklärt werden und alle glücklich sind, sieht Ebert bei Der alte Mann und das Kind ein organisches Happy End. Ebert beschreibt dies als ein Ende, das logisch ist und die Zuschauer zufrieden zurücklässt.
Von Renata Adler wird die schauspielerische Leistung von Alain Cohen im Gegenspiel mit Michel Simon  hervorgehoben und als „wundervolle Balance zwischen Ernsthaftigkeit und Übermut“ beschrieben. Michel Simon sei für sie schon davor ein großartiger Schauspieler gewesen und sei es in dem Film ebenso.
Auch der Evangelische Film-Beobachter ist voll des Lobes: „Bewegender und liebevoller Problemfilm mit großartiger Besetzung, aufrichtiger Gesinnung und starker menschlicher Wirkung. Unbedingt sehenswert [...] schon für junge Zuschauer ab 10.“

## Auszeichnungen
Auf der Berlinale 1967 war der Film für einen Goldenen Bären nominiert. Michel Simon erhielt einen Silbernen Bären als bester Darsteller und Claude Berri den Interfilm-Award.